# 东北人都是活雷锋
《東北人都是活雷鋒》是中国大陆歌手雪村於1995年创作的一首歌曲，之後被人製作為Flash動畫於網際網路上傳播。所使用的语言是普通话、东北话。由於歌詞內容逗趣、曲風活潑，所以传唱很快，雪村也因此被中国大陆的新聞媒体和民众所关注，此歌曲也成為他的成名作。
歌詞中描述主角老張在東北出車禍，肇事者逃逸，幸得熱心的東北人相助。事後老張請東北人吃飯答謝，相談甚歡。曲末以「翠花，上酸菜」作結。

## 相关
- 该曲为《东北一家人》的主题曲，另外，雪村还曾在剧中演唱该曲。用作电视剧片头曲的版本里，最后的“翠花，上酸菜”由剧中饰演“牛大爷”的李琦念出。
- 透過網路，這首歌和《我愛北京天安門》一樣，於臺灣熱愛惡搞文化的圈子裡傳唱一時。還曾被臺灣劇團以此為創作題材，搬上舞台。

## 奖项
- 第二届华语流行乐传媒大奖十大华语歌曲奖[1]

### 脚注
1. ↑  . ent.sina.com.cn. 新浪网.   [2021-11-24]. （原始内容存档于2021-11-24）.

### 外链
- 《網路傳唱紅遍大陸 「東北人都是活雷鋒」登台》，《中國時報》，2002年3月14日。